# Nancy Goes to Rio
Nancy Goes to Rio is een Amerikaanse muziekfilm uit 1950 onder regie van Robert Z. Leonard. Destijds werd de film in Nederland uitgebracht onder de titel Nancy gaat naar Rio.

## Verhaal
Frances Elliott is een actrice op Broadway. Ze reist naar Rio, voordat haar nieuwste productie zal beginnen. Haar dochter Nancy wordt ingehuurd om mee te spelen in dezelfde voorstelling. Bovendien strijden de twee vrouwen om dezelfde man.

## Rolverdeling
| Acteur            | Personage        |
| ----------------- | ---------------- |
| Ann Sothern       | Frances Elliott  |
| Jane Powell       | Nancy Barklay    |
| Barry Sullivan    | Paul Berten      |
| Carmen Miranda    | Marina Rodrigues |
| Louis Calhern     | Gregory Elliott  |
| Scotty Beckett    | Scotty Sheldan   |
| Fortunio Bonanova | Ricardo Domingos |
| Glenn Anders      | Arthur Barrett   |
| Nella Walker      | Mevrouw Harrison |
| Hans Conried      | Alfredo          |
| Frank Fontaine    | Charmeur         |